# Daniel Mekbib
Daniel Mekbib, né le 4 juillet 1992 à Bruntál, est un joueur professionnel de squash représentant la République tchèque. Il atteint, en mars 2020, la 70e place mondiale sur le circuit international, son meilleur classement. Il est champion de République tchèque de 2018 à 2021.

## Biographie
Son père est originaire d'Éthiopie, arrivant en République tchèque à l'âge de dix-neuf ans pour étudier la médecine et sa mère de Bruntál. Il obtient huit titres nationaux dans ses années de jeunes. En 2018, il met fin à la série de dix-huit titres nationaux de Jan Koukal.
Il se qualifie pour les championnats du monde 2018-2019, s'inclinant au premier tour face à Alan Clyne.

## Palmarès

### Titres
- Championnats de République tchèque : 4 titres (2018-2021)